# HDV (TV)

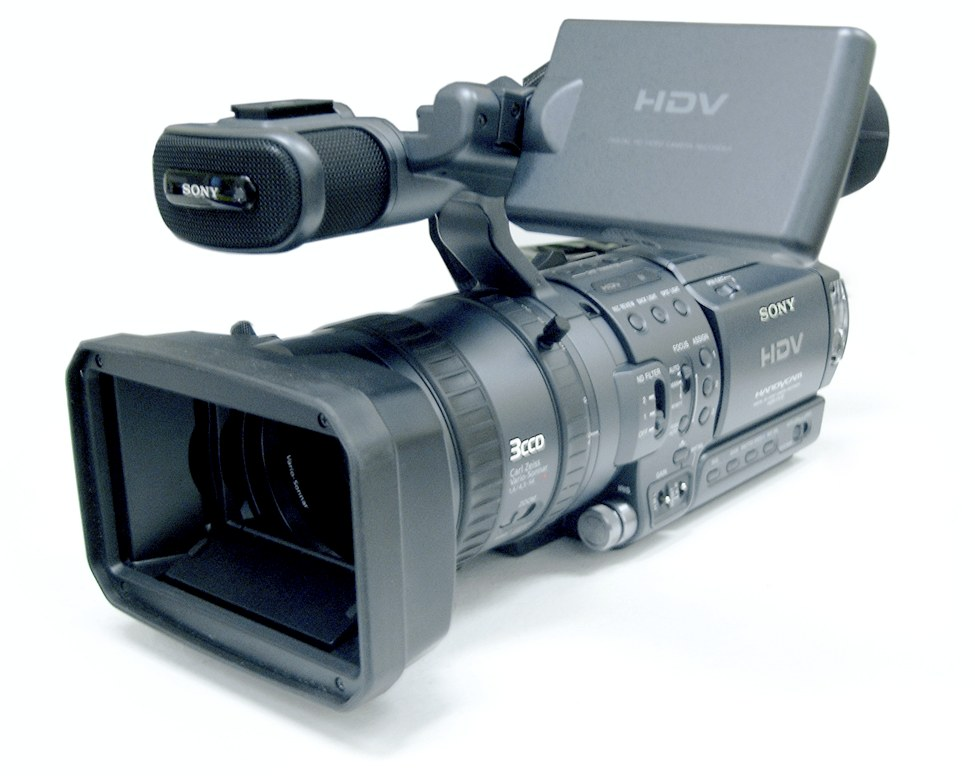
Sony HDR-FX1 HDV-kamera

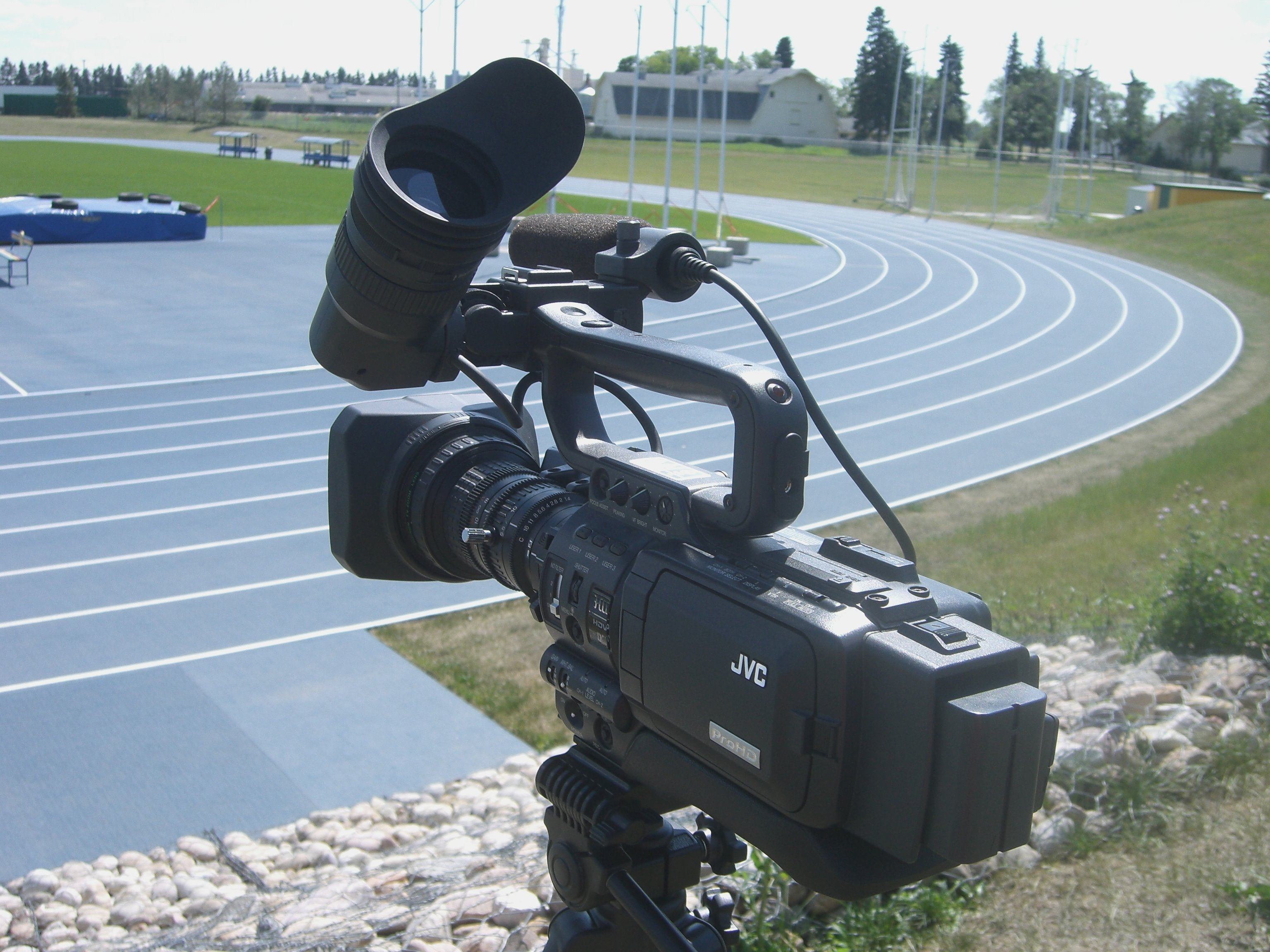
JVC GY-HD100

HDV, är ett digitalt videoformat för inspelning av High-definition video lanserat 2003. Formatet gör det möjligt att spela in högupplöst videomaterial på konventionella DV-kassettband (DV eller MiniDV). Formatet utvecklades gemensamt av Canon, Sharp, Sony och JVC.
Komprimerings- och lagringstekniken för DV och HDV skiljer sig markant då HDV använder sig av MPEG-2-komprimering. Datamängden för HDV är samma som för DV-formatet (25 Mbit/s), vilket ger 60 minuters inspelningstid på ett 60-minuters DV-band. Undantaget är inspelning vid 720p då datamängden är cirka 19 Mbit/s. De flesta HDV-kameror kan dock spela in vanlig DV/PAL (576i).
HDV-standarden stöder ett antal olika framerates (antal bilder per sekund): 25p, 30p, 50i, 50p, 60i, 60p. Den horisontella upplösningen varierar mellan olika kameror – vanligast 1440 pixlar – men några få kameror har full HD på 1920 pixlar; HDV-standarden medger inspelning i såväl 720p som 1080i. Kameror för konsumentbruk är vanligtvis för 1080i.
I HDV är bildformatet precis som hos HDTV av vidfilmskaraktär, 16:9.